# Valdetorres
Valdetorres es un municipio español de la provincia de Badajoz, en la comunidad autónoma de Extremadura. Tiene una población de 1135 habitantes (INE 2024).

## Geografía
Se trata de un pequeño núcleo agrícola situado entre Medellín y Guareña sobre la orilla sur del río Guadiana. Localizado en el borde meridional de la comarca de Vegas Altas, lindero ya con el ámbito emeritense, encontrándose a 30,2 km de la capital extremeña. Pertenece al partido judicial de Don Benito. Hoy por sus proximidades discurre el canal del Zújar que va a desembocar en el embalse de Alange. Morfológicamente constituye un centro de tipo rural, con estructura abierta compuesta por edificaciones campesinas de una o dos plantas, hoy en acusada fase de transformación respecto a su fisonomía secular.

## Historia
Hasta 1767 en que se hizo villa exenta, perteneció con categoría de lugar al Condado de Medellín. A la caída del Antiguo Régimen la localidad se constituyó en municipio constitucional en la región de Extremadura. Desde 1834 quedó integrado en el partido judicial de Don Benito. En el censo de 1842 contaba con 125 hogares y 391 vecinos. A mediados del siglo XIX, la villa tenía contabilizadas 124 casas. Aparece descrita en el decimoquinto volumen del Diccionario geográfico-estadístico-histórico de España y sus posesiones de Ultramar de Pascual Madoz de la siguiente manera:

VALDETORRES: v. con ayunt. en la prov. de Badajoz (13 leg.), part. jud de Don Benito (3), aud. terr. de Cáceres (12), dióc. de Plasencia (25), c. g. de Estremadura. sit. en un cerro; es de clima destemplado; reinan los vientos E. y O., y se padecen pulmonias y tercianas. Tiene 124 casas de construccion tosca y sin comodidades, en 12 calles y una plaza, sin empedrado la mayor parte y de mal aspecto; casa de ayunt.; cárcel; escuela dotada con 1,600 rs. de los fondos públicos, á la que asisten 36 niños de ambos sexos; igl. parr. (la Asuncion); curato de primer ascenso y provision del diocesano, y á su inmediacion al N. el cementerio. Se surte de aguas potables en un pozo, y son algo bastas. Confina el térm. por N. con el de Sta. Amalia; E. Medellin; S. Guareña; O. Villagonzalo, estendiéndose 3/4 leg. de N. á S.; 1/4 de E. á O., y comprende las deh. de pasto llamadas Vegas de San Pablo al O., de 650 cab.; deh. boyal, de 800; dehesilla del Cerro Pelado al S., de 250; Laguna Cabello, de 80; Boqueron de Asenjo al N., de 300; y Vega del Adelfal al E., de 330; siendo lo demas tierras de labor de secano y de mediana calidad. Le bañan el r. Guadaméz y arroyo del Chaparral, que tambien se llama de la Vmchita ó del Gamero, segun los sitios por donde pasa. Los caminos son vecinales, en estado natural. El correo se recibe en Medellin por balijero tres veces á la semana. prod.: trigo, cebada, avena, centeno, habas, garbanzos, frutas y vino; se mantiene ganado lanar, vacuno, yeguar y de cerda, y se cria caza menuda y la pesca comun de los arroyos. pobl.: 125 vec., 391 alm. cap. prod.: 2.213,156 rs. imp.: 86,280. contr.: 11,309 rs. 22 mrs. presupuesto municipal: 9,366, del que se pagan 3,300 al secretario, y se cubre con el prod. de los bienes de propios, que consisten en las deh. de pasto, tierras de labor y canon de otras enajenadas con esta carga.
(Madoz, 1849, p. 296)

## Demografía
Valdetorres cuenta con una población de 1135 habitantes (INE 2024).
| Gráfica de evolución demográfica de Valdetorres entre 1842 y 2021                                                     |
| |
| Población de derecho según los censos de población del INE. Población de hecho según los censos de población del INE. |

## Economía
Su agricultura fue tradicionalmente de secano, aunque actualmente en su mayoría es de regadío

## Patrimonio
El hito constructivo más señalado es la iglesia parroquial católica de Nuestra Señora de la Asunción, en la Archidiócesis de Mérida-Badajoz, Diócesis de Plasencia, arciprestazgo de Don Benito. El edificio se sitúa en las afueras del poblado, entre sus últimos edificios y el río.
Constructivamente constituye un conjunto heterogéneo en el que se distinguen tres zonas. La de mayor antigüedad es la cabecera, cuerpo de enorme volumen ejecutado en sillares y con cubierta de crucería, originario del siglo XVI. A ella se aneja una nave más tardía de reducidas proporciones. Por delante de ésta se alza una Torres achaparrada obra del siglo XVII. En el interior destaca el retablo mayor de gusto barroco.
Crónicas antiguas mencionan la existencia en el lugar de dos ermitas dedicadas a San Pablo y los Mártires San Fabián y San Sebastián.  Entre las realizaciones civiles merece atención el sencillo pero representativo edificio del Ayuntamiento tradicional, hoy sustituido por otro de nueva planta.